# دینا استیونز
دینا شان استیونز (زاده ۳۰ ژوئن ۱۹۶۶) منتقد فیلم مجله اسلیت و به عنوان یکی از مجریان پادکست هفتگی «کالچر گبفست» (Culture Gabfest) فعالیت دارد. او در حال نگارش کتابی در مورد باستر کیتون و قرن بیستم است.